# Knud Christensen

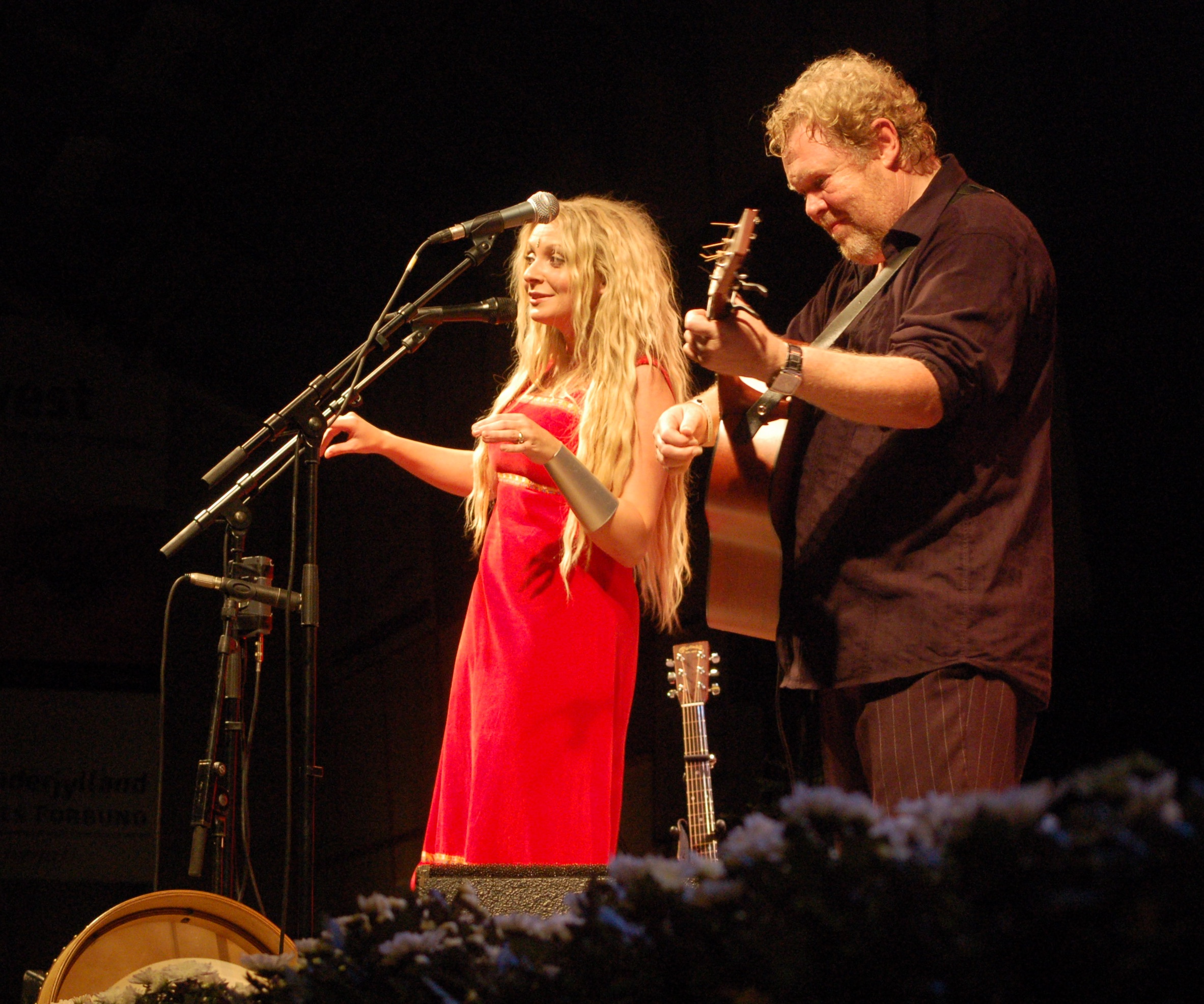
Knud Christensen en compagnie d'Eivør Pálsdóttir en 2006.

Knud Christensen, connu sous son nom de scène Sebastian, est né le 19 décembre 1949 à Sønderborg au Danemark, est un chanteur, guitariste et compositeur danois.

## Biographie
Knud Christensen a commencé sa carrière musicale en tant que musicien dans les années 1960. Il joue toujours et demeure très populaire en Scandinavie. Jusqu'à présent, sa carrière s'est étendue sur quatre décennies. Il a joué dans plusieurs registres musicaux, la musique folk, puis dans la pop et le rock.
Knud Christensen a composé la musique de nombreux films et pour pièces de théâtre. Depuis les années 1990, il a principalement travaillé avec des comédies musicales danoises, avec de grands succès, comme pour Klokkeren fra Notre Dame d'après l'œuvre de Victor Hugo qu'il créa au Folketeatret de Copenhague en 2002.
Il a réalisé une trentaine d'albums, composé la musique de huit films et de cinq séries télévisées.